# Ahoskie, North Carolina
Ahoskie, North Carolina (енгл. Ahoskie) град је у америчкој савезној држави Северна Каролина.

## Демографија
По попису из 2010. године број становника је 5.039, што је 516 (11,4%) становника више него 2000. године.
| Група             | 2000.         | 2010.         |
| Белци             | 1.671 (36,9%) | 1.414 (28,1%) |
| Афроамериканци    | 2.663 (58,9%) | 3.358 (66,6%) |
| Азијати           | 28 (0,6%)     | 63 (1,3%)     |
| Хиспаноамериканци | 81 (1,8%)     | 83 (1,6%)     |
| Укупно            | 4.523         | 5.039         |